# بان دوش
الدكتورة بان عبد الرضا دوش. متزوجة وام لثلاث اولاد وبنت ولدت سنة 1960 في النجف استاذة في جامعة الكوفة، رئيسة قسم البعثات والعلاقات الخارجية. سابقاً ونائبة في البرلمان العراقي الحالي عن كتلة المواطن النيابية.

## السيرة الذاتية
بان دوش تحمل شهادة الماجيستير في علم العقم و دبلوم عالِ في جراحة النسائية و التوليد وكانت تعمل استاذة في جامعة الكوفة.